# Microcreagris pseudoformosa
Microcreagris pseudoformosa är en spindeldjursart som beskrevs av Kuniyasu Morikawa 1955. Microcreagris pseudoformosa ingår i släktet Microcreagris och familjen helplåtklokrypare. Inga underarter finns listade i Catalogue of Life.